# Rio Grande do Sul
Rio Grande do Sul je najjužnija država u Brazilu, a država je 4. po redu kad se gleda ljudski razvojni indeks (HDI). U toj se državi nalazi najjužniji grad u Brazilu, Chuí, koji se nalazi na granici s Urugvajem. U planinskoj regiji gdje su zime oštre nalaze se gradovi s europskim karakteristikama kao što su Gramado i Canela. U regijama Bento Gonçalves i Caxias do Sul se nalazi najveće središte proizvodnje vina, a talijanska gastronomija je vrlo atraktivna. Osim europskog utjecaja tu se isprepliću i tradicije Pampasa, regije koja se nalazi na granici s Urugvajem i Argentinom.

## Povijest
Sredinom 1950-ih trećina stanovništva zemlje bila je njemačkog podrijetla. Naime, Don Pedro I. namjeravao je napučiti sam jug Brazila, pa je njegova carica Leopoldina pozvala koloniste iz Njemačke. Prvi su došli u okolinu današnjeg Porto Alegrea 25. srpnja 1824. godine. Mnogi od njih su bili bivši vojnici i kriminalci. Dobili su besplatno zemlju u Sao Leopoldinu, prokrčili divlju šumu i počeli se baviti poljoprivredom. U prvim godinama naseljavanja Indijanci su ubili dvadesetak Nijemaca. Kroz 19. stoljeće naselilo se u državi Rio Grande do Sul 30 000 njemačkih obitelji. Tijekom Drugoga svjetskog rata ovdašnji Nijemci bili su pod prismotrom i bila je zabranjena uporaba njemačkog jezika na javnim mjestima.

## Općine (municípios)
Rio Grande do Sul se sastoji od 468 općina: Água Santa; Agudo; Ajuricaba; Alecrim; Alegrete; Alegria; Alpestre; Alto Alegre; Alto Feliz; Alvorada; Amaral Ferrador; Ametista do Sul; André da Rocha; Anta Gorda; Antônio Prado; Arambaré; Araricá; Aratiba; Arroio do Meio; Arroio do Sal; Arroio do Tigre; Arroio dos Ratos; Arroio Grande; Arvorezinha; Augusto Pestana; Áurea; Bagé; Balneário Pinhal; Barão; Barão de Cotegipe; Barão do Triunfo; Barra do Guarita; Barra do Quaraí; Barra do Ribeiro; Barra do Rio Azul; Barra Funda; Barracão; Barros Cassal; Benjamin Constant do Sul; Bento Gonçalves; Boa Vista das Missões; Boa Vista do Buricá; Boa Vista do Sul; Bom Jesus; Bom Princípio; Bom Progresso; Bom Retiro do Sul; Boqueirão do Leão; Bossoroca; Braga; Brochier; Butiá; Caçapava do Sul; Cacequi; Cachoeira do Sul; Cachoeirinha; Cacique Doble; Caibaté; Caiçara; Camaquã; Camargo; Cambará do Sul; Campestre da Serra; Campina das Missões; Campinas do Sul; Campo Bom; Campo Novo; Campos Borges; Candelária; Cândido Godói; Candiota; Canela; Canguçu; Canoas; Capão da Canoa; Capão do Leão; Capela de Santana; Capitão; Capivari do Sul; Caraá; Carazinho; Carlos Barbosa; Carlos Gomes; Casca; Caseiros; Catuípe; Caxias do Sul; Centenário; Cerrito; Cerro Branco; Cerro Grande; Cerro Grande do Sul; Cerro Largo; Chapada; Charqueadas; Charrua; Chiapeta; Chuí; Chuvisca; Cidreira; Ciríaco; Colinas; Colorado; Condor; Constantina; Coqueiros do Sul; Coronel Barros; Coronel Bicaco; Cotiporã; Coxilha; Crissiumal; Cristal; Cristal do Sul; Cruz Alta; Cruzeiro do Sul; David Canabarro; Derrubadas; Dezesseis de Novembro; Dilermando de Aguiar; Dois Irmãos; Dois Irmãos das Missões; Dois Lajeados; Dom Feliciano; Dom Pedrito; Dom Pedro de Alcântara; Dona Francisca;Doutor Maurício Cardoso; Doutor Ricardo; Eldorado do Sul; Encantado; Encruzilhada do Sul; Engenho Velho; Entre Rios do Sul; Entre-Ijuís; Erebango; Erechim; Ernestina; Erval Grande; Erval Seco; Esmeralda; Esperança do Sul; Espumoso; Estação; Estância Velha; Esteio; Estrela; Estrela Velha; Eugênio de Castro; Fagundes Varela; Farroupilha; Faxinal do Soturno; Faxinalzinho; Fazenda Vilanova; Feliz; Flores da Cunha; Floriano Peixoto; Fontoura Xavier; Formigueiro; Fortaleza dos Valos; Frederico Westphalen; Garibaldi; Garruchos; Gaurama; General Câmara; Gentil; Getúlio Vargas; Giruá; Glorinha; Gramado; Gramado dos Loureiros; Gramado Xavier; Gravataí; Guabiju; Guaíba; Guaporé; Guarani das Missões; Harmonia; Herval; Herveiras; Horizontina; Hulha Negra; Humaitá; Ibarama; Ibiaçá; Ibiraiaras; Ibirapuitã; Ibirubá; Igrejinha; Ijuí; Ilópolis; Imbé; Imigrante; Independência; Inhacorá; Ipê; Ipiranga do Sul; Iraí; Itaara; Itacurubi; Itapuca; Itaqui; Itatiba do Sul; Ivorá; Ivoti; Jaboticaba; Jacutinga; Jaguarão; Jaguari; Jaquirana; Jari; Jóia; Júlio de Castilhos; Lagoa dos Três Cantos; Lagoa Vermelha; Lagoão; Lajeado; Lajeado do Bugre; Lavras do Sul; Liberato Salzano; Lindolfo Collor; Linha Nova; Maçambara; Machadinho; Mampituba; Manoel Viana; Maquiné; Maratá; Marau; Marcelino Ramos; Mariana Pimentel; Mariano Moro; Marques de Souza; Mata; Mato Castelhano; Mato Leitão; Maximiliano de Almeida; Minas do Leão; Miraguaí; Montauri; Monte Alegre dos Campos; Monte Belo do Sul; Montenegro; Mormaço; Morrinhos do Sul; Morro Redondo; Morro Reuter; Mostardas; Muçum; Muitos Capões; Muliterno; Não-Me-Toque; Nicolau Vergueiro; Nonoai; Nova Alvorada; Nova Araçá; Nova Bassano; Nova Boa Vista; Nova Bréscia; Nova Candelária; Nova Esperança do Sul; Nova Hartz; Nova Pádua; Nova Palma; Nova Petrópolis; Nova Prata; Nova Ramada; Nova Roma do Sul; Nova Santa Rita; Novo Barreiro; Novo Cabrais; Novo Hamburgo; Novo Machado; Novo Tiradentes; Osório; Paim Filho; Palmares do Sul; Palmeira das Missões; Palmitinho; Panambi; Pantano Grande; Paraí; Paraíso do Sul; Pareci Novo; Parobé; Passa Sete; Passo do Sobrado; Passo Fundo; Paverama; Pedro Osório; Pejuçara; Pelotas; Picada Café; Pinhal; Pinhal Grande; Pinheirinho do Vale; Pinheiro Machado; Pirapó; Piratini; Planalto; Poço das Antas; Pontão; Ponte Preta; Portão; Porto Alegre; Porto Lucena; Porto Mauá; Porto Vera Cruz; Porto Xavier; Pouso Novo; Presidente Lucena; Progresso; Protásio Alves; Putinga; Quaraí; Quevedos; Quinze de Novembro; Redentora; Relvado; Restinga Seca; Rio dos Índios; Rio Grande; Rio Pardo; Riozinho; Roca Sales; Rodeio Bonito; Rolante; Ronda Alta; Rondinha; Roque Gonzales; Rosário do Sul; Sagrada Família; Saldanha Marinho; Salto do Jacuí; Salvador das Missões; Salvador do Sul; Sananduva; Santa Bárbara do Sul; Santa Clara do Sul; Santa Cruz do Sul; Santa Maria; Santa Maria do Herval; Santa Rosa; Santa Tereza; Santa Vitória do Palmar; Santana da Boa Vista; Santana do Livramento; Santiago; Santo Ângelo; Santo Antônio da Patrulha; Santo Antônio das Missões; Santo Antônio do Palma; Santo Antônio do Planalto; Santo Augusto; Santo Cristo; Santo Expedito do Sul; São Borja; São Domingos do Sul; São Francisco de Assis; São Francisco de Paula; São Gabriel; São Jerônimo; São João da Urtiga; São João do Polêsine; São Jorge; São José das Missões; São José do Herval; São José do Hortêncio; São José do Inhacorá; São José do Norte; São José do Ouro; São José dos Ausentes; São Leopoldo; São Lourenço do Sul; São Luiz Gonzaga; São Marcos; São Martinho; São Martinho da Serra; São Miguel das Missões; São Nicolau; São Paulo das Missões; São Pedro da Serra; São Pedro do Butiá; São Pedro do Sul; São Sebastião do Caí; São Sepé; São Valentim; São Valentim do Sul; São Valério do Sul; São Vendelino; São Vicente do Sul; Sapiranga; Sapucaia do Sul; Sarandi; Seberi; Sede Nova; Segredo; Selbach; Senador Salgado Filho; Sentinela do Sul; Serafina Corrêa; Sério; Sertão; Sertão Santana; Sete de Setembro; Severiano de Almeida; Silveira Martins; Sinimbu; Sobradinho; Soledade; Tabaí; Tapejara; Tapera; Tapes; Taquara; Taquari; Taquaruçu do Sul; Tavares; Tenente Portela; Terra de Areia; Teutônia; Tiradentes do Sul; Toropi; Torres; Tramandaí; Travesseiro; Três Arroios; Três Cachoeiras; Três Coroas; Três de Maio; Três Forquilhas; Três Palmeiras; Três Passos; Trindade do Sul; Triunfo; Tucunduva; Tunas; Tupanci do Sul; Tupanciretã; Tupandi; Tuparendi; Turuçu; Ubiretama; União da Serra; Unistalda; Uruguaiana; Vacaria; Vale do Sol; Vale Real; Vale Verde; Vanini; Venâncio Aires; Vera Cruz; Veranópolis; Vespasiano Correa; Viadutos; Viamão; Vicente Dutra; Viçosa; Victor Graeff; Vila Flores; Vila Lângaro; Vila Maria; Vila Nova do Sul; Vista Alegre; Vista Alegre do Prata; Vista Gaúcha; Vitória das Missões; Xangri-lá

## Stanovništvo

### Indijanci
Na području države žive ili su živjela, plemena jezičnih porodica tupi-guarani, charrúa (Čarrua) i kaingang, to su: Arachane, Avahuahü, Caaró, Genóa (Guenoa), Guanãná, Guarani, Guarani Mbiá, Jaguanans, Kaaguá, Kaingang, Karijó, Minuano, Patos, Pinaré, Tape, 